# Syfy Portugal
O canal Syfy (anteriormente Sci Fi Channel e Syfy Universal) em Portugal é a filial do canal norte-americano de ficção científica Syfy e lançado a 6 de Dezembro de 2008 pela operadora portuguesa Meo e pela NBCUniversal, disponível através da rede IPTV e por satélite.
A 17 de Abril de 2009, a PT Comunicações, detentora do Meo, anunciou que a versão em alta-definição do canal seria lançada a 27 de Abril de 2009.
Desde 19 de abril de 2012, a Meo perdeu a exclusividade do canal, passando a ZON (atualmente NOS) a contar na sua oferta com o canal Syfy HD na posição 90, integrado no Pack Mais Alta Definição, um pack premium de subscrição composto por 9 canais. O canal também está presente na Vodafone Portugal e na Nowo (ex CaboVisão).
No site da MEO, menciona que o canal irá sair da grelha de canais juntamente com o E!, JimJam, Sol Musica e entre outros a 30/6/2022.
O Syfy Portugal é regulamentado em Espanha pela Comisión Nacional de los Mercados y la Competencia (CNMC).

## Programação
Uma das apostas deste canal é a série "A Guerra dos Tronos". Destacam-se também "Being Human", "Grimm" e "Eureka", bem como outras séries dedicadas à ficção científica, fantasia, magia e sobrenatural.